# Тугаринская
Тугаринская — деревня в Виноградовском районе Архангельской области. Входит в состав Рочегодского сельского поселения.

## География
Деревня расположена в центре Виноградовского района, на севере села Топса, западнее впадения реки Ульяновка в реку Топса. К юго-востоку от Тугаринской находится деревня Нижняя Топса.

## Население
Численность населения деревни, по данным Всероссийской переписи населения 2010 года, составляет 11 человек. В 2009 году было 15 чел., из них — 6 пенсионеров.

### Карты
- Тугаринская. Публичная кадастровая карта
- [mapp38.narod.ru/map1/index51.html P-38-51,52. (Лист Сергеевская)]
- Тугаринская на Wikimapia